# Ellenser Wald
Der Ellenser Wald ist ein flächenmäßig kleiner, bis 342 m ü. NN hoher Höhenzug des Leineberglands. Er liegt bei Dassel im südniedersächsischen Landkreis Northeim (Deutschland).

## Geographie

### Lage
Der Ellenser Wald liegt im Leinebergland nordöstlich des Sollings am Einbeck-Markoldendorfer Becken. Der Höhenzug befindet sich südöstlich von Dassel zwischen Krimmensen und Ellensen im Norden, Hoppensen im Osten, Lauenberg im Südosten, Hilwartshausen im Süden und Relliehausen im Südwesten. Etwas nordwestlich des Ellenser Walds schließen sich die Amtsberge an, die sich jenseits des Ilmetals befinden, südwestlich der Höhenzug Ahlsburg, von dem der Ellenser Wald nur durch das Tal der Dieße getrennt ist.

### Naturräumliche Zuordnung
Der Ellenser Wald gehört – zusammen mit den nordwestlich liegenden Amtsbergen und dem jenseits davon gelegenen Höhenzug Holzberg im Südosten – in der naturräumlichen Haupteinheitengruppe Weser-Leine-Bergland (Nr. 37), in der Haupteinheit Sollingvorland (371) und in der Untereinheit Nördliches Solling-Vorland (371.0) zum Naturraum Amtsberge (371.04). Die Landschaft leitet nach Nordosten in die zur Haupteinheit Leine-Ilme-Senke (372) zählende Untereinheit Einbeck-Markoldendorfer Becken (372.0) über; im Südosten schließt sich in der Haupteinheit Südliches Solling-Vorland (371.1) der Naturraum Ahlsburg (371.12) an und im Südwesten die zur Haupteinheit Solling, Bramwald und Reinhardswald (370) zählende Untereinheit Nördlicher Solling (370.0).

### Erhebungen
Zu den Erhebungen des Ellenser Walds gehören – sortiert nach Höhe in Meter (m) über Normalnull (NN) oder Normalhöhennull (NHN):
| - Scharfenberg (ca. 342,0 m) - Großer Hai (ca. 310 m) - Sprengelberg (ca. 310 m) - Kerlsberg (ca. 305 m) | - Burgberg (306,0 m) - Rohberg (ca. 300 m) - Grubenberg (298,7 m) |

## Vegetation und Schutzgebiet
Die hohen und steilen Lagen des Ellenser Waldes sind heute mit bodensaurem Hainsimsen-Buchenwald bestanden. Durch einen Vergleich mit der Kurhannoverschen und der Preußischen Neuaufnahme wurde festgestellt, dass diese Laubwaldflächen im Wesentlichen seit mehr als zwei Jahrhunderten in derselben Form bestehen. Die Flächen am Gebirgsfuß werden landwirtschaftlich genutzt.
Bis an den Nordwest- und Ostfuß reichen Teile des Fauna-Flora-Habitat-Gebiets Ilme (FFH-Nr. 4124-302; 7,0578 km²).